# فرودگاه بین‌المللی گریت فالز
فرودگاه بین‌المللی گریت فالز (به انگلیسی: Great Falls International Airport) یک فرودگاه همگانی با کد یاتا GTF است که یک باند فرود آسفالت دارد و طول باند آن ۳۲۰۱ متر است. این فرودگاه در کشور ایالات متحده آمریکا قرار دارد و در ارتفاع ۱۱۲۱٫۷ متری از سطح دریا واقع شده‌است.